# 리무브 케밥
리무브 케밥(Remove Kebab) 혹은 다른 이름 세르비아 스트롱(세르비아어: Србија јака 스르비야 야카)은 유고슬라비아 전쟁 시기 세르비아 민족주의와 반이슬람주의 프로파간다 뮤직비디오에서 나온 별명이다. 이 노래는 극우 단체와 대안우파 사이에서 무슬림교도를 인종청소해야 한다고 주장하는 인터넷 밈으로 퍼져나갔다.
노래의 원래 제목은 카라지치여, 세르브인을 보우하소서(세르비아어: Караџићу, води Србе своје 카라지추, 보디 스르베 스보예, 발음 [kâradʒitɕu ʋǒdi sr̩̂be sʋǒje])인데 이는 당시 세르브계 보스니아인 준국가의 지도자였던 라도반 카라지치의 이름을 딴 것이다. 그 외에도 신은 세르브인이고 우리를 보우하신다(세르비아어: Бог је Србин и он ће нас чувати)라는 별칭도 있다.

## 배경
1990년대 유고슬라비아를 해체시킨 민족간 전쟁인 유고슬라비아 전쟁이 절정에 달한 1993년, 〈카라지치여, 세르브인을 보우하소서〉라는 노래가 녹음되었다. 이 노래는 전쟁 중 세르비아군의 사기를 북돋는다는 용도로 작곡되었다. 노래의 뮤직비디오에서는 높은 고원을 배경으로 세르비아 준군사의 군복을 입은 4명의 인물이 연주하며 노래를 부른다. 인터넷에서 가장 많이 돌아다니는 조작된 버전의 뮤직비디오에서는 전시에 세르브인이 운영하는 강제수용소에 수용된 보슈냐크인들이 찍힌 영상도 같이 있다.
노래 가사에는 "늑대들이 오고 있다. 조심해라, 우스타샤와 투르크 놈들을"이라고 반복하면서 듣는 이에게 불안감을 심어주고 있다. 노래에는 극단적인 민족주의자이자 파시스트계 크로아트인 전사를 지칭하는 '우스타샤'와 보슈냐크인을 지칭하는 '투르크'라는 비속어를 사용하며 라도반 카라지치의 지휘를 받는 세르브인에게 적들이 오고 있으며 이들을 조심해야 한다고 경고하는 내용의 가사가 들어 있다.
노래 가사의 전체적인 내용은 보슈냐크인과 크로아트인을 죽이는 세르브인 전차를 칭송하고 라도반 카라지치를 찬양하는 내용인데, 카라지치는 2016년 3월 24일 보스니아의 무슬림교도를 학살하고 보스니아 전쟁 시기 인도에 반한 죄에 대해 유죄 판결을 받았다. 카라지치는 "세르브군이 크로아트인과 보슈냐크인이 사는 마을에서 이들을 몰아내기 위해 박해, 몰살, 강제 이송, 살인" 등을 저지른 혐의로 유죄를 받았다. 2019년 3월 20일에는 카라지치의 항소가 기각되었고 40년형에서 종신형으로 늘어났다. 보스니아 전쟁 시기에는 이 노래가 유고슬라비아 전쟁 시기 세르브계 민족주의 준군사 세력이었던 '체트니크'의 행진곡으로도 쓰였다.
이 노래는 여러 언어로 여러 차례 다시 씌여졌으며 대부분 공격적이고 반보슈냐크적인 가사를 그대로 담고 있다. 극우파들 사이에는 노래의 별명으로 "리무브 케밥"이라는 이름을 쓰고 있다.

## 인터넷 밈화
2006년에서 2008년 사이 모큐멘터리 TV 쇼인 체트노비지야(Četnovizija)에서 나온 여러 영상들이 인터넷에 유포되어 공격적인 징고이즘적 성격으로 2000년대 중반 수많은 패러디가 창출되며 인터넷 밈이 되었다. 이 중 제일 유명한 패러디로는 튀르키예인의 한 인터넷 사용자가 온라인에서 세르브인 민족주의자의 정서를 비판한 영상인데 "리무브 케밥"이라는 말만 계속 반복하면서 이를 풍자한다. 처음에는 이 밈이 인종차별주의를 패러디하는 의도로 나왔지만 이 밈을 대안우파가 일반화하면서 완전히 그 의도가 상실되었다.
이 밈은 패러독스 인터랙티브 사의 대전략 전쟁 비디오 게임 게이머들 사이에서 유행어처럼 오스만 제국이나 이슬람 세계 국가를 없애는 목표를 가진 플레이어를 지칭하는 용어로 사용했다. 하지만 '케밥'(Kebab)이라는 단어를 대안우파와 국수주의자들이 차별어로 계속 사용하면서 패러독스 인터랙티브의 공식 인터넷 포럼에서 사용이 금지되었다. 크라이스트처치 모스크 총기 난사 사건 이후에는 패러독스 인터랙티브 사의 게임에 대해 다루는 레딧 커뮤니티에서도 밈이 사용 금지되었다.
노래를 서방권의 수많은 우익 단체 급진파들이 사용하면서 인기가 늘어갔다. 결국 노래가 만들어진 발칸반도에서보다 다른 세계 여러 곳에서 더 유명해진 노래가 되었다. 본 곡의 아코디언 연주자로 알려진 노비슬라브 자이치(Novislav Đajić)는 이후 4chan의 밈으로 널리 퍼져 '닷 페이스 솔져'(Dat Face Soldier)나 그의 얼굴 자체가 '리무브 케밥'으로도 알려지게 되었다. 자이치는 전쟁 중 14명을 살해한 혐의로 독일에서 유죄 판결을 받았고, 1997년 5년형의 징역을 선고받고서 해외로 추방당했다.
리무브 케밥 밈은 r/The_Donald 서브레딧에서 800개 이상의 스레드에서 등장하면서 대안우파가 널리 쓰게 되었다.
학술 연구에 따르면 2018년 Know Your Meme 사이트를 스크랩하여 얻은 데이터셋에서 정치적 밈 샘플 가운데 200개 중 1개 커뮤니티 꼴로 '리무브 케밥' 밈이 등장했다고 분석했다. 특히 리무브 케밥 밈은 "극우 이용자, 음모론 이론가, 트롤, 헤이트 스피치 양이 매우 많은" Gab이라는 소셜 네트워크에서는 널리 쓰이는 말이다.

### 크라이스트처치 모스크 총기 난사 사건
뉴질랜드 크라이스트처치의 알누르 모스크와 린우드 이슬람 센터에서 발생한 테러를 일으킨 오스트레일리아인 테러범 브렌턴 해리슨 터랜트는 그의 무기에다가 'Remove Kebab'이라는 글귀를 적었다. 터랜트의 성명서인 "거대 교체"(르노 카뮈가 저술한 극우 이론인 거대 대체 이론에서 유래)에서 자신을 "파트타임 케밥 제거자"(part-time kebab removalist)라고 불렀다. 또한 총기 난사 생방송 스트리밍에서 차에서 본 노래를 연주하는 자신을 보여주기도 했다.
총격 테러 이후 유튜브에서 리무브 케밥과 관련된 다양한 영상이 삭제되었는데 그 중 조회수가 1백만 이상인 영상들도 있었다. 이후 온라인 플랫폼 사용자들은 "검열에 항의한다"며 노래를 다시 업로드하기도 했다. 촬영 후 노래를 불렀던 가수인 젤코 그르무샤와의 인터뷰에서는 "뉴질랜드에서 그가 한 일은 끔찍하다. 물론 난 그런 행위를 비난한다. 나는 거기의 무고했던 모든 이들이 불쌍하다. 하지만 그가 살인을 시작했을 때 어떤 노래를 틀었든 그런 논란이 나왔을 것이다."라고 말했다.

## 같이 보기
- 보스니아 전쟁